# Wynither
Wynither (auch Winther; † 24. März 1059 oder 1063 in Zwenkau) war Bischof von Merseburg.
Wynither war Domherr in Würzburg. Er wurde entweder im Jahr 1059 oder 1063 geweiht. Bereits in der sechsten Woche seiner Amtszeit, am 24. März des Jahres seiner Ordination, starb er auf seinem Gut in Zwenkau.
Die Merseburger Bischofschronik beurteilte ihn sehr kritisch, er sei nur auf fleischlichen Genuss (Essen) ausgerichtet gewesen, habe zwei Drittel seiner Zeit auf seinen Erbgütern außerhalb der Diözese verbracht, die ihm zu gering erschien, und habe dieser auch fast keine materiellen Güter hinterlassen.